# Strange Clouds (canção)
"Strange Clouds" é uma canção do cantor norte-americano de hip hop B.o.B com participação do rapper norte-americano Lil Wayne e produzida por Dr. Luke e Cirkut. A canção foi anunciada pela Atlantic Records para lançamento no iTunes em 27 de setembro de 2011. A canção serviu como single de avanço do segundo álbum de estúdio de nome homônimo. Em sua primeira semana, vendeu 197 mil cópias digitais, estreou na Billboard Hot 100 no sétimo lugar. A canção já vendeu mais de 1,3 milhões de cópias digitais em todo o mundo.

## Videoclipe
O videoclipe oficial foi dirigido por Motion Family, lançado na MTV em 5 de dezembro de 2011. Dentre as aparições incluem T.I., Big Kuntry King, 2 Chainz, Playboy Tre & Rich Kid Shawty.

## Remix
O remix oficial de "Strange Clouds" foi lançado em 12 de janeiro de 2012 e contém participações dos rappers T.I. e Young Jeezy. O remix mantém a mesma produção original de Dr. Luke, no entanto B.o.B realiza uma nova versão e com o refrão modificado.
O segundo remix contém participação do rapper Tech N9ne. Foi mencionado em 6 de fevereiro de 2012 atráves de seu blog oficial e por um tweet ele respondeu seus fãs atráves de sua conta no Twitter. E foi confirmado por B.o.B em 5 de abril de 2012 em resposta aos fãs pelo seu microblogging.

### Videoclipe
O videoclipe oficial do remix de "Strange Clouds" foi lançado em 1 de fevereiro de 2012. O vídeo foi dirigido por 1st Impressions, lançado no canal de B.o.B no YouTube em 31 de janeiro de 2012.